# 特殊要素モデル
特殊要素モデル（とくしゅようそもでる、英：The specific-factors model）は、リカード・モデルに複数の生産要素を導入して拡張した貿易モデル。産業間で移動可能な労働の他に、産業特殊的な（産業間を移動できない）生産要素を導入したモデルである。デヴィッド・リカードとジェイコブ・ヴァイナーに因んでリカード＝ヴァイナー・モデル（英：The Ricardo–Viner model）とも呼ばれる。

## 歴史
ジェイコブ・ヴァイナーの1932年の論文が特殊要素モデルのアイディアを提示した最初の論文とされる。その後、ロナルド・ジョーンズやポール・サミュエルソンらの貢献によって厳密な理論として整理された。

## 概要
典型的には、モデル内に国が2つ存在し、それぞれの国に2つの産業（つまり2つの財）と3つの生産要素が存在する。財は国際的に取引されるが、生産要素は国家間を移動するこができない。労働は国内の産業間を移動でき、2つの財いずれかを生産するのに用いることができる。さらに、産業間を移動できない産業特殊的な生産要素も存在する。これにより、他の生産要素の投入量を固定して労働の投入量を増加させると、労働の限界生産性が逓減することになる。これによって、産業間で名目賃金が均等化するように産業間の労働者の配分が決定することになる。

## モデルの予測
このモデルは、貿易によって輸出促進産業に特殊的な生産要素を持つ経済主体の所得（その産業に特殊的な生産要素の限界生産物価値）が増加し、輸入競争産業に特殊的な生産要素を持つ経済主体の所得が減少することを予測する。労働者の実質所得については、労働者の効用関数を特定しない限り明確な結論は得ることができない。このような実質賃金に対する不明瞭な影響は「新古典派的曖昧さ（英: The neoclassical ambiguity）」と呼ばれる。
リカード・モデルでは貿易によってすべての経済主体が利益を得るという結果が得られたが、特殊要素モデルでは貿易によって所得格差が拡大することが予測される。これによって国内に貿易に反対する人と賛成する人が存在する理由を説明できる。
特殊要素モデルに動学的な側面を加え、産業特殊的な生産要素が産業間で移動できるように仮定を緩めることもできる。このとき、特殊要素モデルはヘクシャー＝オリーン・モデルとなる。この意味で、特殊要素モデルはヘクシャー＝オリーン・モデルの短期版と言える。

## 拡張・応用
中間財を産業特殊的生産要素として導入して、特殊要素モデルの理論的予測がどのように変化するかを検証している論文がある。